# John Dalton (évêque)
Pour les articles homonymes, voir John Dalton (homonymie) et Dalton.
John Dalton (né vers 1821 ou 1823 et décédé le 5 mai 1869) est un prélat de l'Église catholique. Il est le premier évêque du Harbour Grace à Terre-Neuve, fonction qu'il occupe de 1856 à 1869. Il est un franciscain.

## Biographie
John Dalton est né à Thurles dans le comté de Tipperary en Irlande vers 1821 ou 1823. En 1839, il quitte l'Irlande pour Terre-Neuve où réside son oncle, Charles Dalton, un franciscain servant comme curé de la paroisse de l'Immaculée-Conception à Harbour Grace. L'année suivante, John rejoint également l'ordre franciscain et étudie au collège Saint-Isidore à Rome, le séminaire des franciscains irlandais. Il y est ordonné prêtre en 1846.
La même année, il retourne à Terre-Neuve où il est assigné à la paroisse de Saint-Patrice à Carbonear pour assister son oncle. Lorsque ce dernier est transféré à Harbour Grace, John devient le curé de la paroisse de Carbonear.
En 1856, le diocèse de Saint-Jean est divisé pour former le diocèse de Harbour Grace et John Dalton en est le premier évêque, nommé par le pape Pie IX le 29 février. Il est consacré évêque le 25 mai de la même année par John Thomas Mullock, l'évêque de Saint-Jean. Il meurt le 5 mai 1869.